# Durandea jenkinsii
Durandea jenkinsii là một loài thực vật có hoa trong họ Linaceae. Loài này được (F.Muell.) Stapf mô tả khoa học đầu tiên năm 1909.